# Senosiáin
Senosiáin (Senosiain en euskera y oficialmente) es una localidad española y un concejo de la Comunidad Foral de Navarra perteneciente al municipio de Ollo. Está situado en la Merindad de Pamplona, en la Cuenca de Pamplona. Su población en 2017 fue de 39 habitantes (INE).

## Topónimo
Según Mikel Belasko, se trataría de Senosi + -ain, es decir, un nombre de persona no identificado junto a un sufijo que indica propiedad, típico de zonas vascohablantes, como ocurre en Barásoain, Beriáin, Linzoáin o Noáin, entre otros muchos. Julio Caro Baroja lo relaciona con los nombres Sinesius, Synesius y Sinesianum.
La grafía del topónimo ha evolucionado con el tiempo: Senossein (1209), Senossienh (1268), Senossiayn (1366), Senossiain (1532), Senosiain (1802)...
Según las normas ortográficas del castellano, se debe escribir Senosiáin en esta lengua, con acento en la a, al ser una palabra aguda y la sílaba tónica un triptongo. En euskera, sin embargo, pese a tener la misma pronunciación no se coloca ningún acento: Senosiain. Esto se debe a que en aquel idioma no existen los acentos gráficos. La única forma oficial en la actualidad es la vasca, es decir, Senosiain.